# Phrastor
Phrastor aus dem Demos Aigilia war ein wohlhabender Bürger Athens im 4. Jahrhundert v. Chr. Er ist als erster Ehemann von Phano, der Tochter des athenischen Redners und Politikers Stephanos bekannt. Einzige Quelle zu Phrastors Leben ist die Rede gegen Neaira, die als Anklage gegen Neaira, der Lebensgefährtin des Stephanos, von dessen Widersacher Apollodoros zwischen 343 und 340 v. Chr. vor Gericht gehalten wurde.
Laut den Mitteilungen, die durch Apollodoros bis heute erhalten sind, war Phrastor „ein arbeitsamer Mann, der sein Vermögen durch Fleiß erworben“ hat. Zwischen 358 und 353 v. Chr. heiratete Phrastor, der zu dem Zeitpunkt wohl wie üblicherweise um die 30 Jahre alt war, Stephanos Tochter Phano. Es ist nicht bekannt, ob es seine erste Ehe war, doch hatte er zum Zeitpunkt der Hochzeit noch keine legitimen Kinder. Phano, die möglicherweise mit der Beziehung zwischen ihrem Vater und Neaira ein anderes Vorbild hatte, konnte sich offenbar nicht in ihre Ehe einfügen. Sie war von ihrem früheren Leben offenbar mehr Freiheiten gewohnt, als ihr Phrastor zugestehen wollte. Wegen dieser Unverträglichkeit und weil ihm Phano nach seiner Meinung nicht genug Respekt entgegenbrachte, warf Phrastor seine junge Frau nach einem Jahr einfach aus dem Haus, was einer Scheidung gleichkam. Zu dieser Zeit war sie von ihm schwanger.
Natürlich konnte das Stephanos nicht erfreuen. In erster Linie forderte er die 3000 Drachmen Mitgift zurück, die Phano mit in die Ehe gebracht hatte, und die nach der Trennung des Paares Phano wieder zustanden. Doch Phrastor weigerte sich, das Geld zurückzuzahlen. Daraufhin verklagte ihn sein früherer Schwiegervater. Doch ging Phrastor in die Gegenoffensive und verklagte seinerseits Stephanos, da dieser ihm mit Phano angeblich eine Nichtathenerin zur Frau gegeben hatte. So etwas war in Athen verboten. Seine frühere Frau soll die Tochter Neairas gewesen sein, die aus Korinth stammte. Dies habe er jedoch erst später nach der Hochzeit herausgefunden. Als Getäuschter wollte er nun das Geld behalten.
Fast alle Indizien sprechen heute dafür, dass Phano Stephanos Tochter war. Doch ging dieser das Risiko eines Prozesses nicht ein. Weil die athenische Gerichtsbarkeit in den Händen von Laienrichtern lag und vor Gericht am Ende oft die Partei gewann, deren Rhetorik am überzeugendsten wirkte, bestand immer die Gefahr von eklatanten Fehlurteilen. Dieser Umstand veranlasste Stephanos, seine Klage zurückzuziehen, was ihm Phrastor kurz darauf gleichtat. Für Stephanos standen im Falle einer Niederlage nicht nur die 3.000 Drachmen, sondern auch der Verlust seiner Bürger- und Ehrenrechte auf dem Spiel, wie auch Phano ihr Status als Bürgerin hätte aberkannt werden können.
Kurz nach dieser Episode wurde Phrastor ernsthaft krank. Trotz allem, was vorgefallen war, pflegten ihn Phano und Neaira, wohl nicht ohne Hintergedanken. Während seiner Krankheit erkannte Phrastor in seinem Testament Phanos Sohn – der ja auch sein Nachkomme war – als legitimes Kind und rechtmäßigen Erben an. Laut Apollodoros erfolgte diese Anerkennung jedoch nur, weil Phrastor zum einen dem Tode nahe und von beiden Frauen beeinflusst wurde, zum anderen, weil er seinen ungeliebten Verwandten nicht sein Erbe zukommen lassen wollte. Aber Phrastor überstand seine Krankheit. Kurz drauf heiratete er eine andere athenische Bürgerin. Auch danach stand er zu seinem Sohn mit Phano und wollte ihn in seinem Genos (gennetai) und seiner Phratrie einführen. Dies war nötig, denn nur wer in diese Gemeinschaftsverbände eingeführt wurde, war ein vollwertiger Bürger mit allen Bürgerrechten. Doch stieß Phrastor beim Versuch, seinen Sohn in seinem Genos einzuführen, auf Widerstand. Verwunderlich war das nicht, wo er selbst doch einen Prozess gegen die Mutter des Jungen wegen angeblich fehlender athenischer Bürgerschaft angestrengt hatte. Daraufhin strengte er einen Prozess gegen sein eigenes Genos, die Brytiaden, an. Wie häufig in Athen versuchte man sich jedoch außergerichtlich zu einigen, woraufhin eine Schlichtung erfolgte. Es ist nicht bekannt, wie diese Schlichtung ausgegangen ist. Doch da Apollodoros in seiner Rede gegen Neaira nicht von einem negativen Ergebnis für Phrastor berichtet, ist ein Erfolg seinerseits sehr gut möglich, da Apollodoros auf ein anderes Ergebnis als Beweis für die nichtathenische Herkunft der Phano, die er in seiner Rede auch beweisen wollte, wohl nicht verzichtet hätte.